# Stelis pulchella
Stelis pulchella är en orkidéart som beskrevs av Carl Sigismund Kunth. Stelis pulchella ingår i släktet Stelis och familjen orkidéer. Inga underarter finns listade i Catalogue of Life.